# Crime contra a humanidade

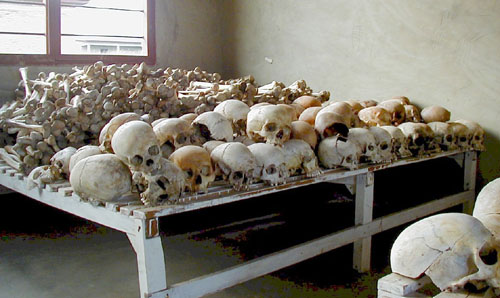
crânio de vitimas do Genocídio em Ruanda

Crime contra a humanidade ou crime de lesa-humanidade é um termo de direito internacional que descreve atos que são deliberadamente cometidos como parte de um ataque generalizado ou sistemático contra qualquer população civil. O primeiro julgamento por crimes contra a humanidade foi o Julgamento de Nuremberg, onde foram sentenciados os líderes da Alemanha Nazista. Os crimes contra a humanidade não estão prescritos em qualquer convenção internacional, porém, atualmente, há esforços internacionais para estabelecer um tratado, liderado pela Iniciativa Crimes Contra a Humanidade.
Ao contrário dos crimes de guerra, crimes contra a humanidade podem ser cometidos tanto em tempos de paz quanto de guerra, não sendo eles eventos isolados ou esporádicos, mas parte da política de um governo ou de uma ampla prática de atrocidades toleradas por uma autoridade de facto. Assassinatos, massacres, desumanização, extermínio, experimentação humana, punições extrajudiciais, esquadrões da morte, desaparecimentos forçados, uso militar de crianças, sequestros, prisões injustas, estupro, escravidão, canibalismo, tortura e repressão política ou racial podem ser considerados crimes contra a humanidade caso praticados de forma  generalizada ou sistemática.

## História do termo
O termo "crime contra a humanidade" é potencialmente dúbio, devido à ambiguidade da palavra "humanidade", que pode significar a humanidade (todos os seres humanos) ou a "virtude humana".

### Abolição do comércio de escravos
Houve vários tratados bilaterais em 1814 que anteciparam o tratado multilateral do Congresso de Viena que condenaram o comércio de escravos utilizando de uma linguagem moral, como, por exemplo, o Tratado de Paris de 1814 entre o Reino Unido e a França, onde foi empregado a expressão "princípios de justiça natural". Diplomatas do Reino Unido e dos Estados Unidos também declararam, durante o Tratado de Gante de 1814, que o tráfico de escravos violavam os "princípios de humanidade e justiça".

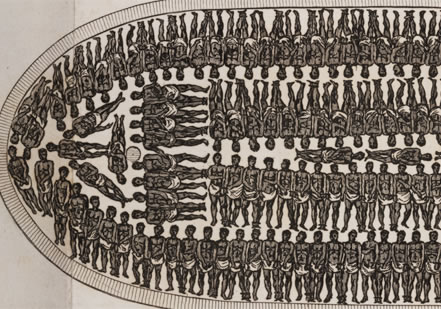
ilustração de um Navio negreiro

A multilateral Declaração dos Poderes, sobre a Abolição do Comércio de Escravos de 8 de Fevereiro de 1815 (criada como ACT, No. XV. no Congresso de Viena), incluiu, em sua primeira frase, o conceito dos "princípios da humanidade e moralidade universal" como justificativa para o fim do comércio de escravos, considerado "odioso em sua continuidade".

### Primeira utilização
O termo "crimes contra a humanidade" foi usado a primeira vez por George Washington Williams em um panfleto, publicado em 1890, para descrever as atrocidades da administração de Leopoldo II no Congo.
Em questão de tratados, o termo se originou na Primeira Convenção da Haia de 1899, sendo expandida na Segunda Convenção de 1907, quando havia a preocupação da codificação das novas regras no Direito Humanitário Internacional. O preâmbulo das convenções foi apresentado como "leis da humanidade", expressando valores humanos fundamentais.
Em maio de 1915, durante a Primeira Guerra Mundial, as potências aliadas, Reino Unido, França e Rússia, emitiram em conjunto uma declaração explicita cobrando, pela primeira vez, outro governo por cometer um crime contra a humanidade. Um trecho desta declaração conjunta diz:
| “ | Em vista dos novos crimes do Império Otomano contra a humanidade e a civilização, os Governos Aliados anunciam publicamente à Sublime Porta de que o Governo Otomano, assim como seus agentes, serão responsabilizados pessoalmente por estes crimes que implicaram em massacres. | ” |

No final da Primeira Guerra, uma comissão internacional de crimes de guerra recomendou a criação de um tribunal para julgar "violações das leis da humanidade". Contudo, um representante dos Estados Unidos se opôs, referindo-se a "lei da humanidade" como imprecisa e insuficientemente desenvolvida na época. A proposta acabou não seguindo adiante.

### Julgamentos de Nuremberg

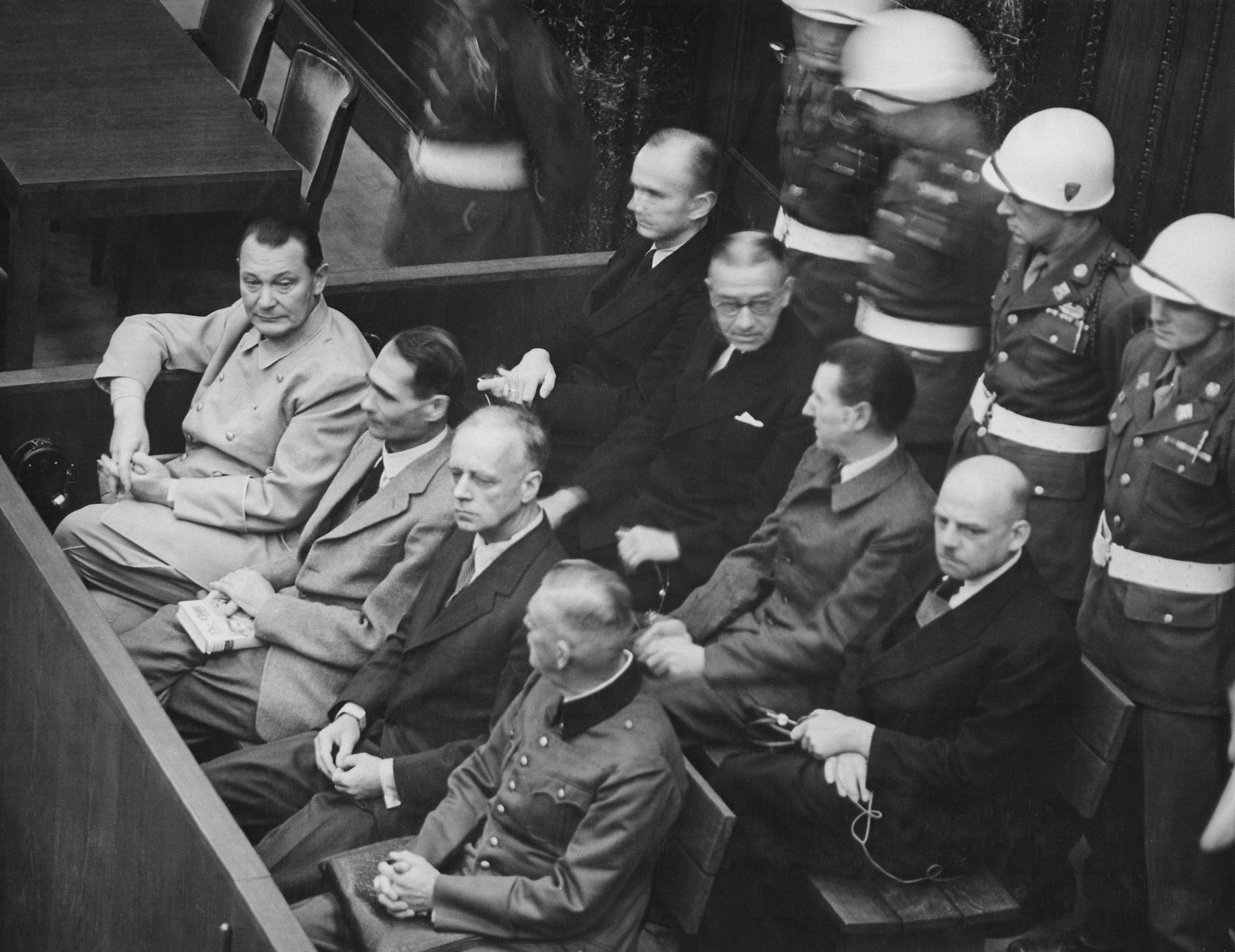
Réus do Julgamento de Nuremberg. O principal alvo da acusação foi Hermann Göring (o primeiro da primeira fileira, da esquerda para a direita), considerado o oficial sobrevivente mais importante do Terceiro Reich, depois da morte de Hitler.

Após a Segunda Guerra Mundial, a Carta do Tribunal Militar Internacional foi o decreto que firmou as leis e procedimentos pelos quais o julgamento do pós-guerra de Nuremberg seria conduzido. Os autores do documento foram questionados sobre como responder ao Holocausto e aos graves crimes cometidos pela Alemanha Nazista, pois a compreensão tradicional de crimes de guerra não fornecia uma conjectura sobre como lidar com crimes cometidos por autoridades sobre seus próprios cidadãos. Portanto, o artigo nº 6 da Carta foi elaborado para não somente incluir os tradicionais crimes de guerra e crimes contra a paz, mas também os crimes contra a humanidade. O parágrafo 6 da carta define os crimes contra a humanidade como:
| “ | Assassinato, extermínio, escravidão, deportação e outros atos desumanos cometidos contra a população civil, antes ou durante a guerra, assim como perseguições por motivos políticos, raciais ou religiosos em execução ou relacionados com qualquer crime dentro da jurisdição do Tribunal, com ou sem violação da legislação nacional do país onde foi perpetrado. | ” |

O Tribunal Militar Internacional, no julgamento de criminosos alemães da Segunda Guerra, também estabeleceu que:
| “ | O Tribunal, portanto, não pode fazer uma declaração geral de que os atos ocorridos antes de 1939 foram crimes contra a humanidade, na acepção da Carta, mas desde o início da guerra, em 1939, crimes de guerra foram cometidos em grande escala, que também eram crimes contra a humanidade; e na medida em que os atos desumanos foram praticados na acusação, e cometidos após o início da guerra, não constituem crimes de guerra, eles estavam todos empenhados na execução de, ou em conexão com, a guerra agressiva, e, portanto, constituem crimes contra a humanidade. | ” |

### Julgamentos de Tóquio
O Tribunal Militar Internacional para o Extremo Oriente, também conhecido como Julgamento de Tóquio, foi convocado para tentar realizar o julgamento dos líderes do Império do Japão pelos crimes: "Classe A" (crime contra a paz), "Classe B" (crime de guerra) e "Classe C" (crime contra a humanidade), cometidos durante a Segunda Guerra Mundial.
A base jurídica para o julgamento foi estabelecida pelo Estatuto do Tribunal Militar Internacional para o Extremo Oriente, que foi proclamado em 19 de janeiro de 1946. O tribunal foi convocado em 3 de maio de 1946 e interrompido em 12 de novembro de 1948. Onze juízes presidiram o Tribunal, um de cada país Aliado.

## Tipos de crimes contra a humanidade
Os diferentes tipos de crimes que podem constituir crimes contra a humanidade diferem entre definições, tanto internacionalmente como a nível nacional. Atos desumanos isolados cometidos como parte de um ataque generalizado podem representar graves violações dos direitos humanos e, em certas circunstancias, consistir em crimes de guerra, mas não sendo classificado como crimes contra a humanidade.